# Laura Muir
Pour les articles homonymes, voir Muir.
Laura Muir (née le 9 mai 1993) est une athlète britannique, spécialiste des courses de demi-fond et de cross-country.

## Biographie
Elle commence l'athlétisme à l'âge de 11 - 12 ans.
4e des Championnats d'Europe en salle de Prague en 2015 sur 3 000 m (8 min 52 s 14), Laura Muir termine 5e de la finale du 1 500 m des Championnats du monde de Pékin en août suivant.

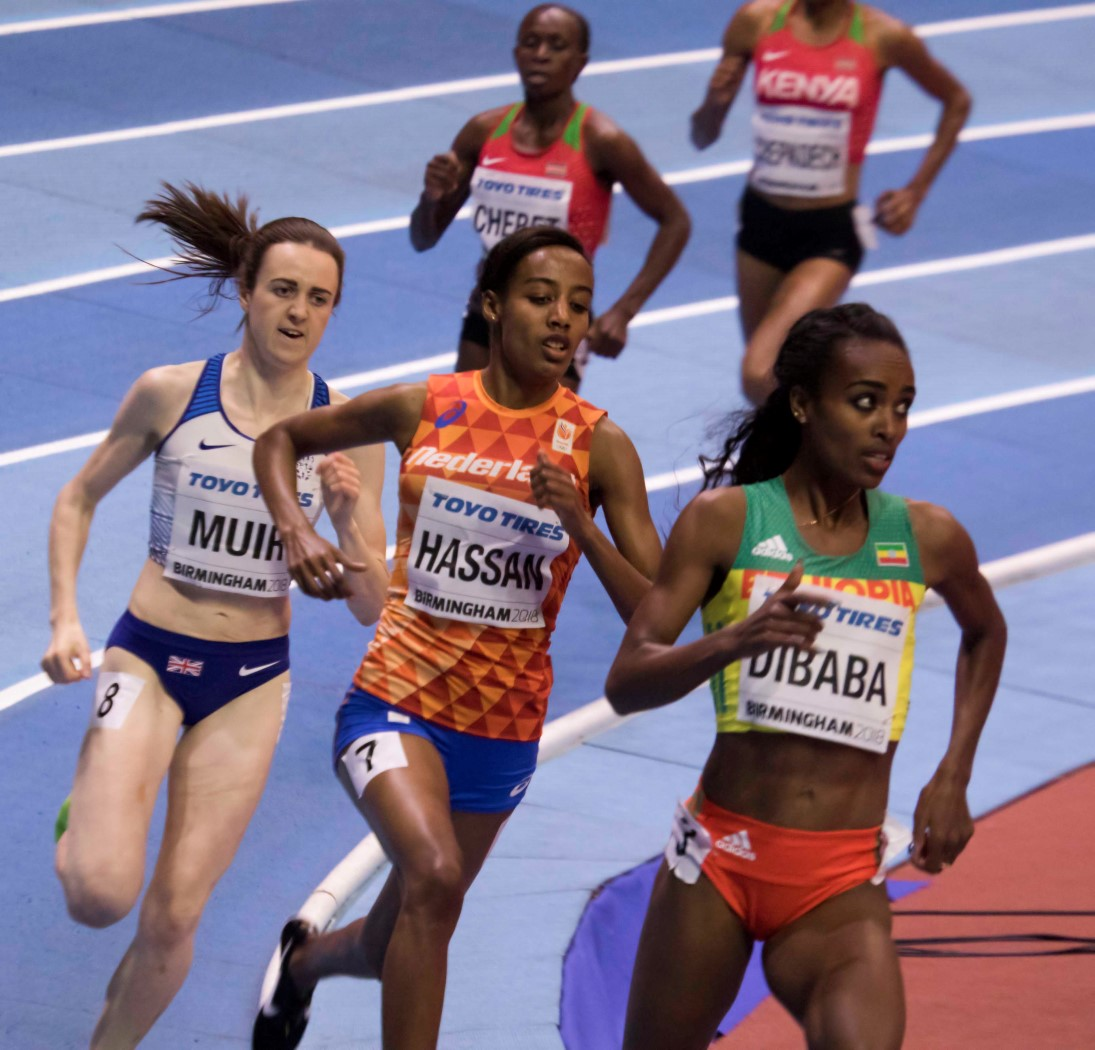
Laura Muir (arrière-plan) en finale des championnats du monde en salle 2018, avec Sifan Hassan (centre) et Genzebe Dibaba (premier plan)

Le 22 juillet 2016, la Britannique s'impose devant son public lors des Müller Anniversary Games à Londres en 3 min 57 s 49, améliorant le record du Royaume-Uni détenu par Kelly Holmes en 3 min 57 s 90 (2004). Seulement 7e des Jeux olympiques de Rio, Laura Muir se ressaisit lors du Meeting de Paris le 27 août où elle réalise la meilleure performance mondiale de l'année en 3 min 55 s 22, de nouveau un record national. 
S'approchant de plus en plus du record du monde de l'Éthiopienne Genzebe Dibaba (3 min 50 s 07), l'athlète écossaise réalise de nouveau un super chrono lors du Weltklasse Zurich en 3 min 57 s 85, en étant toutefois battue par l'Américaine Shannon Rowbury (3 min 57 s 78). Elle s'impose en revanche dans le trophée de la Ligue de diamant.
Le 4 janvier 2017, la Britannique bat le record national en salle du 5 000 m en 14 min 49 s 12, battant de 14 secondes l'ancienne marque vieille de 25 ans. Elle annonce par la même occasion vouloir réaliser le doublé 1 500 m / 3 000 m aux Championnats d'Europe en salle de Belgrade qui se dérouleront en mars suivant.
Le 4 février, Laura Muir bat le record d'Europe en salle du 3 000 m en 8 min 26 s 41, améliorant les 8 min 27 s 86 de la Russe Liliya Shobukhova datant de 2006, soit alors la 5e meilleure performance mondiale de tous les temps. Elle continue 2 semaines plus tard à Birmingham en battant le record d'Europe du 1 000 m en 2 min 31 s 93, 2e performance mondiale de tous les temps derrière le record du monde de Maria Mutola (2 min 30 s 94).
Le 4 mars, aux Championnats d'Europe en salle de Belgrade, la Britannique s'impose sur le 1 500 m en 4 min 02 s 39, record personnel en salle et record des championnats. C'est par ailleurs son premier titre continental. Le lendemain, elle remporte son pari de doubler 1 500 / 3 000 en s'imposant sur la seconde distance en 8 min 35 s 67, également record des championnats. Elle devient la 2de athlète à réaliser cet exploit après la Polonaise Lidia Chojecka en 2007 à Birmingham.
Le 7 août, elle échoue au pied du podium des Championnats du monde de Londres sur 1 500 m (4 min 02 s 97). Sur 5 000 m, elle décroche une honorable 6e place.
Le 1er mars 2018, Laura Muir remporte la médaille de bronze des championnats du monde en salle de Birmingham sur le 3 000 m, en 8 min 45 s 78. Elle est devancée par la double tenante du titre Genzebe Dibaba (8 min 45 s 05), et la Néerlandaise Sifan Hassan (8 min 45 s 68). Deux jours plus tard, elle gagne la médaille d'argent sur le 1 500 m en 4 min 06 s 23, derrière Dibaba (4 min 05 s 27) et devant Hassan (4 min 07 s 26). Le 5 juillet, elle termine 2e de l'Athletissima de Lausanne en 3 min 58 s 18, son meilleur temps de la saison, derrière l'Américaine Shelby Houlihan (3 min 57 s 34, MR).
Le 12 août 2018, à Berlin, Laura Muir remporte la finale du 1 500 m des championnats d'Europe en 4 min 02 s 32. Devançant sur le podium Sofia Ennaoui et Laura Weightman, elle décroche à 25 ans son premier titre en plein air sur la distance.
Le 12 janvier 2019, elle remporte le relais mixte avec l'équipe de Grande-Bretagne lors du Great Stirling Cross Country à Stirling, en Écosse. En mars, Muir réalise le doublé 1 500 mètres (en 4 min 5 s 92) et 3 000 mètres (en 8 min 30 s 61) lors Championnats d'Europe en salle à Glasgow devant son public. Le 26 mai, elle termine troisième du Westminster Mile en 4 min 32 s derrière Melissa Courtney et Sarah McDonald.
Le 14 août 2020, elle bat le record national du 1 000 m en 2 min 30 s 82.
En 2021, elle se classe deuxième du 1 500 m des Jeux olympiques de Tokyo, derrière Faith Kipyegon
Lors des championnats du monde à Eugene, elle remporte la médaille de bronze du 1 500 m, derrière Faith Kipyegon et Gudaf Tsegay.
Le 19 août 2022, à Munich, Laura Muir remporte la finale du 1500 mètres  lors des championnats d'Europe d'athlétisme.

## Palmarès
| Date | Compétition                        | Lieu                               | Résultat | Épreuve     | Temps          |
| ---- | ---------------------------------- | ---------------------------------- | -------- | ----------- | -------------- |
| 2012 | Championnats du monde juniors      | Barcelone                          | 16e      | 3 000 m     | 9 min 40 s 81  |
| 2013 | Championnats d'Europe en salle     | Göteborg                           | 7e       | 1 500 m     | 4 min 18 s 39  |
| 2013 | Championnats d'Europe espoirs      | Tampere                            | 3e       | 1 500 m     | 4 min 08 s 19  |
| 2014 | Jeux du Commonwealth               | Glasgow                            | 11e      | 1 500 m     | 4 min 14 s 21  |
| 2015 | Championnats d'Europe en salle     | Prague                             | 4e       | 3 000 m     | 8 min 52 s 14  |
| 2015 | Championnats du monde              | Pékin                              | 5e       | 1 500 m     | 4 min 11 s 48  |
| 2015 | Championnats d'Europe de cross     | Hyères                             | 4e       | espoir      | 19 min 39 s    |
| 2015 | Championnats d'Europe de cross     | Hyères                             | 1re      | par équipes | —              |
| 2016 | Jeux olympiques                    | Rio de Janeiro                     | 7e       | 1 500 m     | 4 min 12 s 88  |
| 2016 | Ligue de diamant                   | Ligue de diamant                   | 1re      | 1 500 m     | détails        |
| 2017 | Circuit mondial en salle de l'IAAF | Circuit mondial en salle de l'IAAF | 3e       | 3 000 m     | détails        |
| 2017 | Championnats d'Europe en salle     | Belgrade                           | 1re      | 1 500 m     | 4 min 02 s 39  |
| 2017 | Championnats d'Europe en salle     | Belgrade                           | 1re      | 3 000 m     | 8 min 35 s 67  |
| 2017 | Championnats du monde              | Londres                            | 4e       | 1 500 m     | 4 min 02 s 97  |
| 2017 | Championnats du monde              | Londres                            | 6e       | 5 000 m     | 14 min 52 s 07 |
| 2018 | Championnats du monde en salle     | Birmingham                         | 2e       | 1 500 m     | 4 min 06 s 23  |
| 2018 | Championnats du monde en salle     | Birmingham                         | 3e       | 3 000 m     | 8 min 45 s 78  |
| 2018 | Championnats d'Europe              | Berlin                             | 1re      | 1 500 m     | 4 min 2 s 32   |
| 2018 | Ligue de diamant                   | Ligue de diamant                   | 1re      | 1 500 m     | 3 min 58 s 49  |
| 2019 | Championnats d'Europe en salle     | Glasgow                            | 1re      | 1 500 m     | 4 min 05 s 92  |
| 2019 | Championnats d'Europe en salle     | Glasgow                            | 1re      | 3 000 m     | 8 min 30 s 61  |
| 2019 | Championnats du monde              | Doha                               | 5e       | 1 500 m     | 3 min 55 s 76  |
| 2021 | Jeux olympiques                    | Tokyo                              | 2e       | 1 500       | 3 min 54 s 50  |
| 2022 | Championnats du monde              | Eugene                             | 3e       | 1 500 m     | 3 min 55 s 28  |
| 2022 | Jeux du Commonwealth               | Birmingham                         | 3e       | 800 m       | 1 min 57 s 87  |
| 2022 | Jeux du Commonwealth               | Birmingham                         | 1re      | 1 500 m     | 4 min 2 s 75   |
| 2022 | Championnats d'Europe              | Munich                             | 1re      | 1 500 m     | 4 min 1 s 08   |
| 2023 | Championnats d'Europe en salle     | Istanbul                           | 1re      | 1 500 m     | 4 min 03 s 40  |
| 2023 | Championnats du monde              | Budapest                           | 6e       | 1 500 m     | 3 min 58 s 58  |
| 2023 | Ligue de diamant                   | Ligue de diamant                   | 3e       | 1 500 m     | 3 min 55 s 16  |
| 2024 | Championnats du monde en salle     | Glasgow                            | 5e       | 3 000 m     | 8 min 29 s 76  |
| 2024 | Jeux olympiques                    | Paris                              | 5e       | 1 500 m     | 3 min 53 s 37  |

## Records
| Épreuve | Épreuve   | Temps               | Lieu        | Date             |
| ------- | --------- | ------------------- | ----------- | ---------------- |
| 800 m   | Plein air | 1 min 56 s 73       | Monaco      | 9 juillet 2021   |
| 800 m   | En salle  | 1 min 58 s 44       | Glasgow     | 1er février 2020 |
| 1 000 m | En salle  | 2 min 31 s 93 (AR)  | Birmingham  | 18 février 2017  |
| 1 500 m | Plein air | 3 min 53 s 37       | Saint-Denis | 10 août 2024     |
| 1 500 m | En salle  | 4 min 01 s 83 (NR)  | Birmingham  | 16 février 2019  |
| Mile    | Plein air | 4 min 15 s 24 (NR)  | Monaco      | 21 juillet 2023  |
| Mile    | En salle  | 4 min 18 s 75       | Birmingham  | 16 février 2019  |
| 3 000 m | Plein air | 8 min 30 s 64       | Monaco      | 21 juillet 2017  |
| 3 000 m | En salle  | 8 min 26 s 41 (AR)  | Karlsruhe   | 4 février 2017   |
| 5 000 m | Plein air | 14 min 48 s 14      | Paris       | 9 juin 2023      |
| 5 000 m | En salle  | 14 min 49 s 12 (NR) | Glasgow     | 4 janvier 2017   |